# Globigerinatellidae
Globigerinatellidae es una familia de foraminíferos planctónicos de la superfamilia Globigerinoidea, del suborden Globigerinina y del orden Globigerinida.  Su rango cronoestratigráfico abarca el Burdigaliense (Mioceno inferior) hasta el Tortoniense (Mioceno superior).

## Discusión
Clasificaciones previas incluían los taxones de Globigerinatellidae en la subfamilia Orbulininae de la familia Globigerinidae.

## Clasificación
Globigerinatellidae incluye a las siguientes subfamilia y géneros:
- Subfamilia Globigerinatellinae
  - Globigerinatella †
  - Polyperibola †